# IC 1584
IC 1584 је спирална галаксија у сазвјежђу Андромеда која се налази на листи објеката дубоког неба у Индекс каталогу.
Деклинација објекта је + 27° 49' 42" а ректасцензија 0h 47m 18,5s. Привидна величина (магнитуда) објекта IC 1584 износи 14,5 а фотографска магнитуда 15,3. IC 1584 је још познат и под ознакама UGC 489, MCG 5-3-4, CGCG 501-14, NPM1G +27.0032, PGC 2766.